# Tajemnica skrzynki pocztowej
Tajemnica skrzynki pocztowej – polski film fabularny z 1929 roku. Film nie zachował się w całości do dziś, z ponad 100 minut do dziś przetrwał jedynie 12-minutowy fragment. Nadal jest poszukiwana kompletna kopia filmu.

## Obsada
- Maria Bogda - Nina Zawojska
- Jerzy Marr - Sław Lechowicz
- Zofia Lindorfówna - przyjaciółka Niny
- Iza Bellina - pokojówka
- Stanisława Karlińska
- Józef Węgrzyn
- Bolesław Mierzejewski
- Aleksander Zelwerowicz
- Benedykt Hertz
- Eugenia Zasempianka

## Ekipa
- Reżyseria: Aleksander Reich
- Scenariusz: Józef Relidzyński
- Zdjęcia: Hans Androschin
- Scenografia: Stefan Norris
- Produkcja Polska Agencja Telegraficzna (PAT)